# 豹紋竹芋
豹紋竹芋（学名：Maranta leuconeura）為竹芋科竹芋屬下一個多年生草本觀葉植物。原生於南美。英文亦名Prayer plant/祈禱植物。中文別稱不少如祈禱花、豹斑竹芋、绿脉竹芋等等。豹紋竹芋的葉片斑塊形似豹紋因而得名。

## 特徵
豹紋竹芋的體型在同類植物中屬嬌小型，與其他大多直立生長的同類相較，則習於橫向匍匐生長。因耐陰，適合室內盆栽養植。

## 變種
在豹紋竹芋的變種當中，黑豹紋竹芋（学名：Maranta leuconeura var. kerchoveana）與紅脈豹紋竹芋（学名：Maranta leuconeura var. erythroneura）都曾獲得過英國皇家園藝學會（The Royal Horticultural Society，RHS）的庭園表現優異獎(Award of Garden Merit，AGM)。

## 圖示

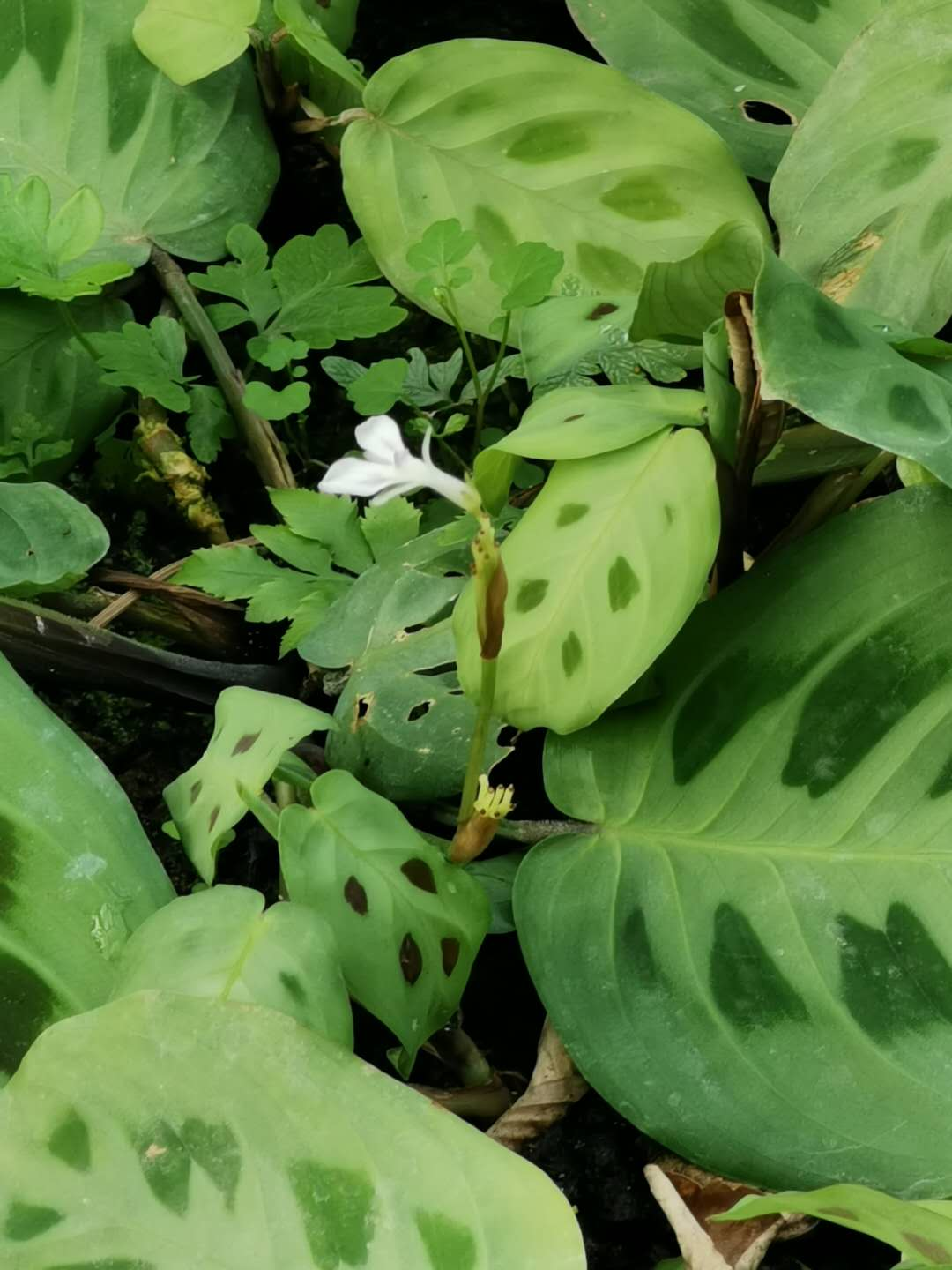
黑豹紋竹芋小花內部有紫色斑紋
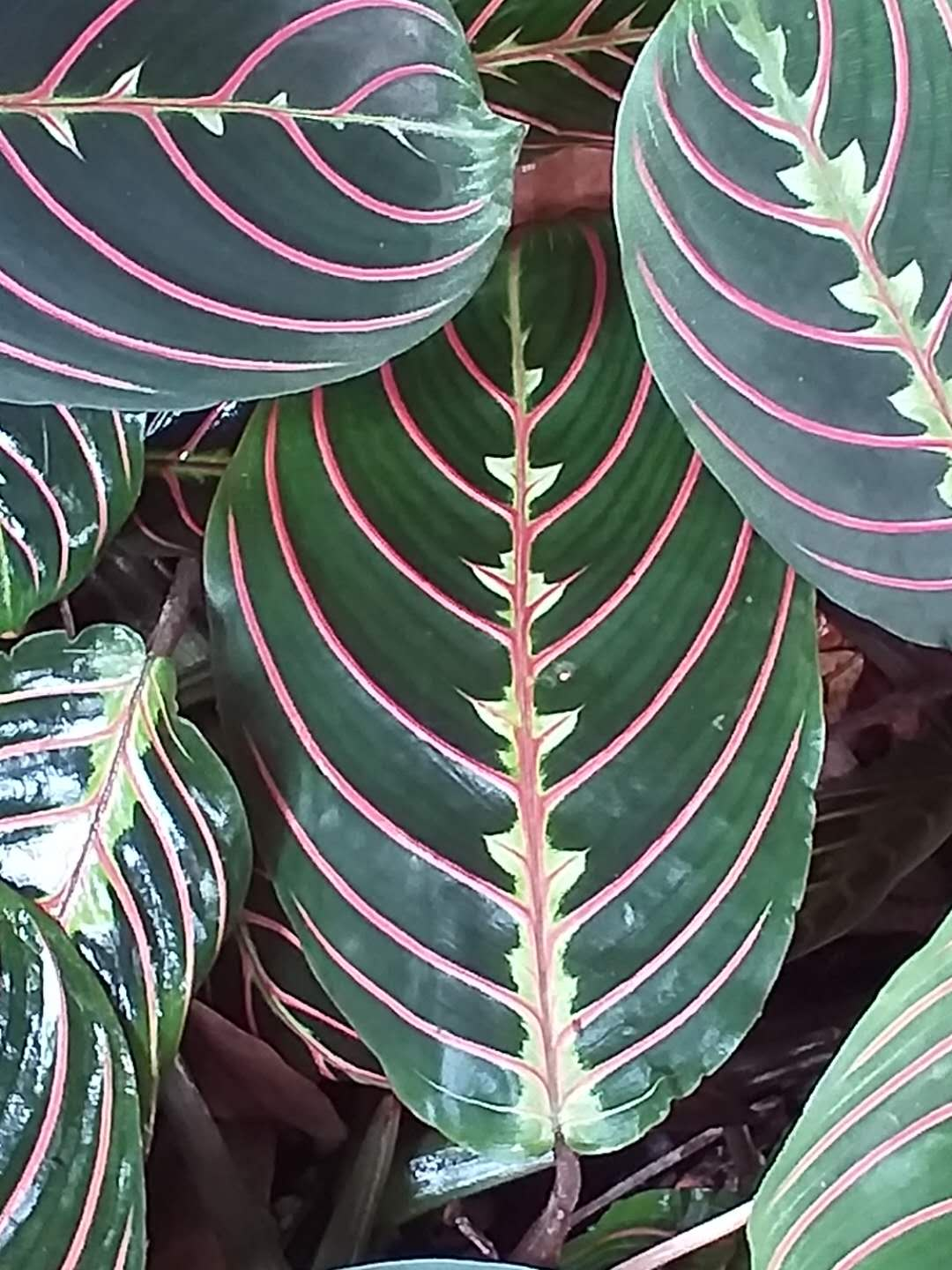
紅脈豹紋葉片
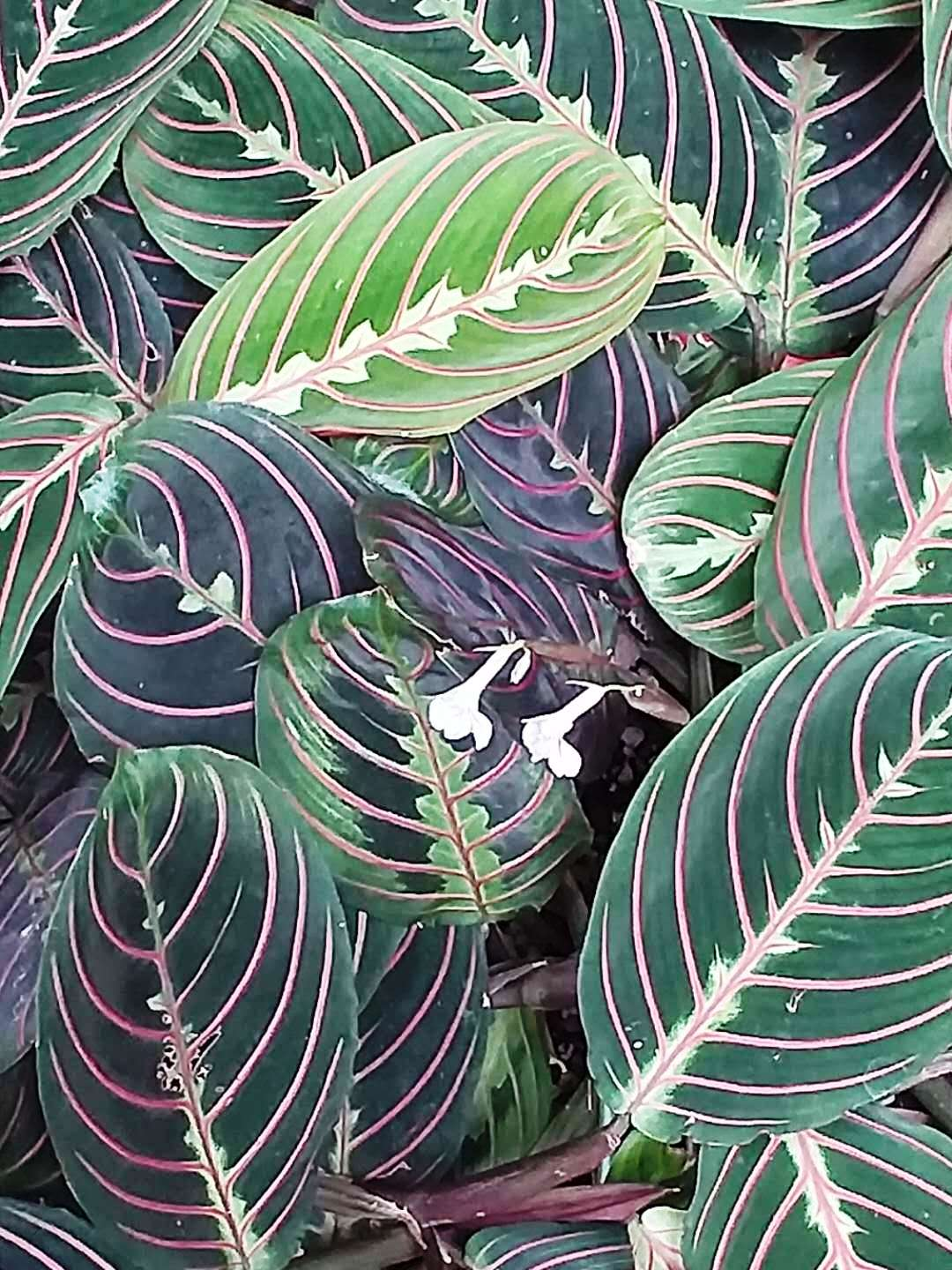
紅脈豹紋小花
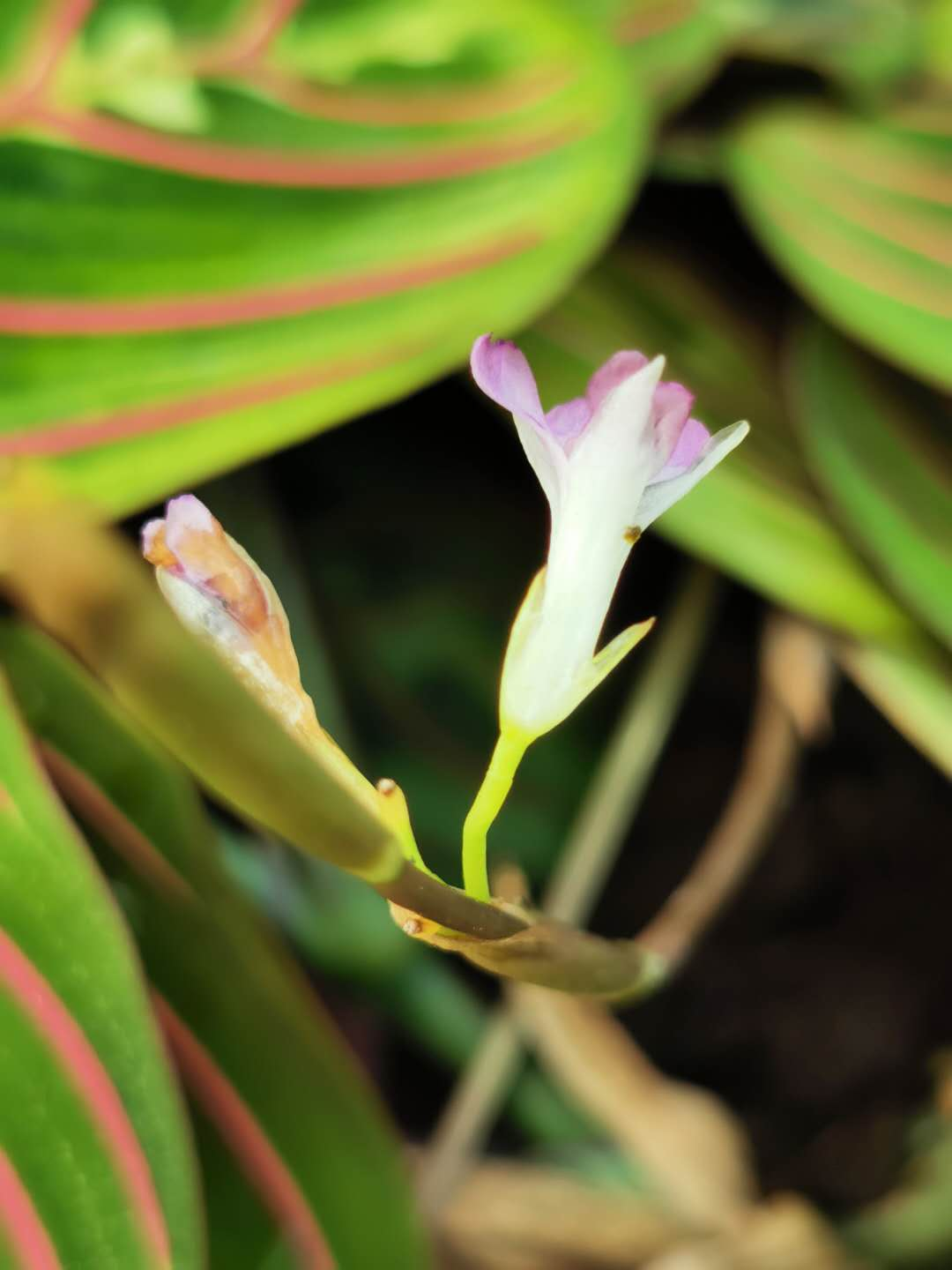
紅脈豹紋小花近照
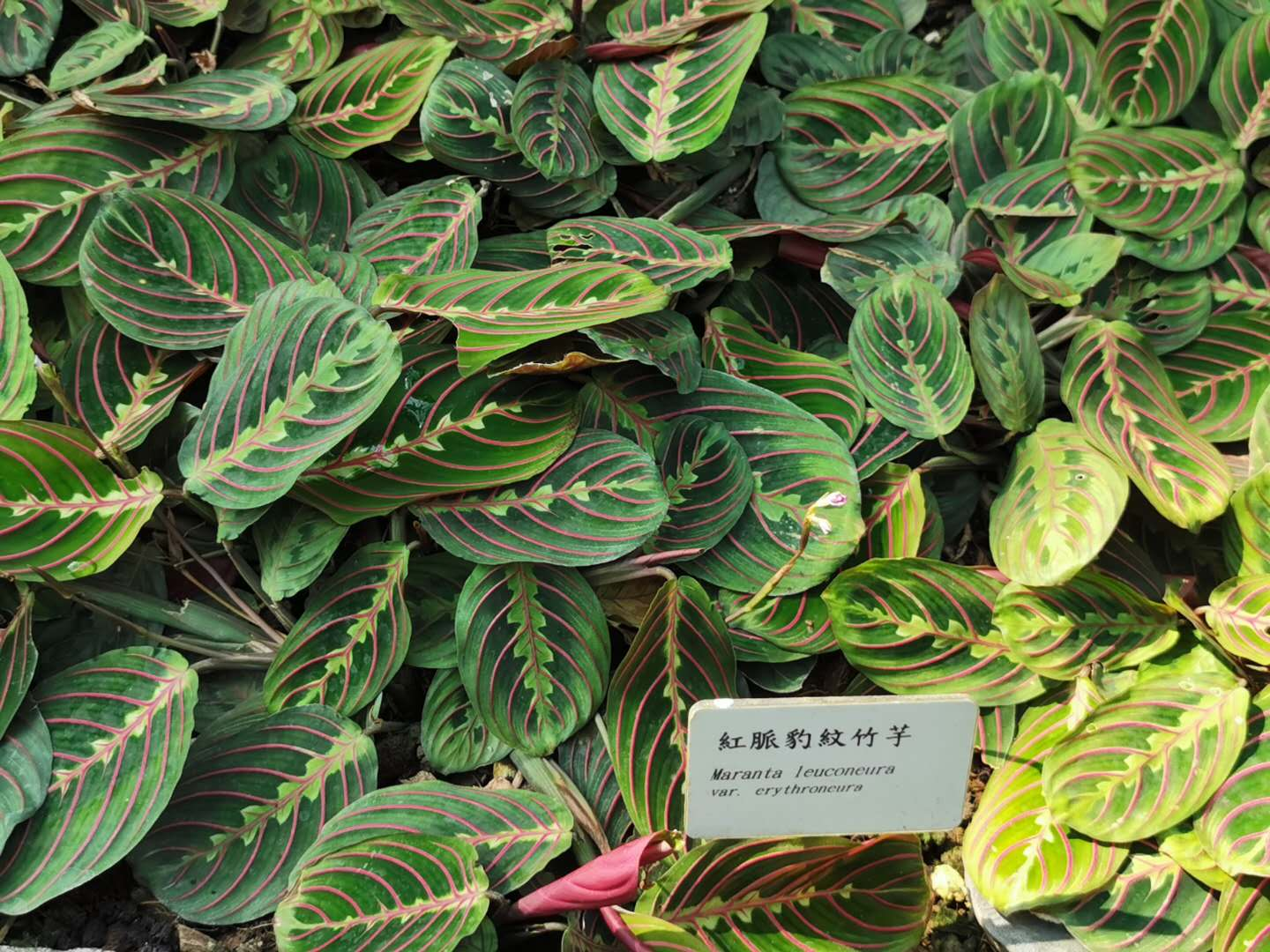
紅脈豹紋匍匐生長習性

## 延伸閱讀
- 維基物種上的相關：豹紋竹芋
- 维基共享资源上的相關多媒體資源：豹紋竹芋